# Joannisz Kukuzelisz
Joannisz Kukuzelisz (ógörögül:  Ιωάννης Κουκουζέλης), (Durrës, kb. 1280 – Athosz-hegy, Megiszti Lavra, 1360) albán–bolgár származású bizánci egyházizene-szerző. Az ortodox egyház liturgikus zenéjének megújítója. Neve albánul Jan Kukuzeli, bolgárul Joan Kukuzel (Йоан Кукузел).
Albán apától és bolgár anyától született Albánia területén, majd a konstantinápolyi udvari zeneiskolában tanult. Tanulmányait követően az udvari kórus főénekese és a bizánci császár egyik bizalmasa lett. Hangi adottságai miatt a korabeli krónikákban „az Angyalhangú”-ként említik. Később az athosz-hegyi Megiszti Lavra-kolostorba vonult, ahol ortodox liturgikus zenedarabok komponálásával foglalkozott.
Kilencven fennmaradt művének tükrében Kukuzelisz darabjai dallamban gazdagabbak, mint a korábbi egyházi zenei hagyomány. Legnevezetesebb műve egy, az édesanyja emlékének ajánlott ének, amely korabeli bolgár gyászénekek zenei motívumaira épül fel. Emellett a dallamívek, a hangközök és a dinamika jelölésére is alkalmas, korábbi úgynevezett körvonalas kottázást továbbfejlesztve kidolgozott egy dallamlejegyzési rendszert (Kukuzelisz-rendszer).
Az ortodox egyház később Kukuzelisz Szent János néven szentté avatta, napja október 1.

## Kapcsolódó szócikk
- Ortodox szentek listája